# Dorcadion kapchagaicum
Dorcadion kapchagaicum es una especie de escarabajo longicornio de la subfamilia Lamiinae. Fue descrita científicamente por Danilevsky en 1996.
Se distribuye por Kazajistán. Mide 12,7-20,2 milímetros de longitud. El período de vuelo ocurre en los meses de abril, mayo y junio.